# Ermita de la Virgen del Campo (Argente)
La ermita de la Virgen del Campo de Argente (Provincia de Teruel, España) es una ermita gótico-renacentista del siglo XVI. 
Su fábrica es de mampostería combinada con sillares de refuerzo tanto en los contrafuertes como en las pilastras que se conservan del antiguo pórtico que protegía la sencilla portada abierta en el muro meridional. Esta portada se abre en arco de medio punto formado por grandes dovelas de piedra. 
Consta de una planta rectangular, con cabecera recta y nave única de cuatro tramos, en el último de los cuales se sitúa un coro alto. Toda la nave se cubre con bóvedas de crucería estrellada separadas por arcos fajones cuyo intradós aparece decorado con florones, rosetas y puntas de clavo realizadas en yeso. Por otro lado, la cabecera se cubre con bóveda de cañón con casetones decorados con florones. 